# نادي غزة هاشم
نادي غزة هاشم الرياضي، تأسس النادي عام 1968 ميلادية ويقع مبني النادي في جرش وسط البلد في مخيم غزة.
الرئيس الحالى للنادي السيد هشام إسماعيل.

## أهداف النادي
1- تعزيز الانتماء نحو الوطون .
2- تطوير الحركة الرياضية.
3- المشاركة في الأعمال التطوعية .
4- المشاركة في الاحتفالات الوطنية.
5- تنمية المجتمع المحلي .
6- تعزيز دور الشباب .
7- تنمية الفتيان الأيتام.